# La Pega
La Pega es una localidad y distrito, ubicado en el departamento Lavalle, provincia de Mendoza, Argentina.
Este distrito es uno de los portales de ingreso, ubicado al suroeste del departamento. Un pueblo de hombres y mujeres laboriosos que han forjado su futuro en este zona de viñedos y plantaciones hortícolas.

## Toponimia
Según cuentan los pobladores más antiguos, el camino que atraviesa este distrito, la actual ruta provincial n° 24, era una huella que cuando llovía era intransitable; por ese motivo las carretelas que quedaban pegadas en el fango y sus pasajeros debía esperar que se secara el terreno para continuar con el viaje.
Se cree también que a principios del Siglo XX, existía un almacén de ramos generales en que se detenían a beber vinos y otras bebidas alcohólicas los conductores de carretas que trasladaban mercadería desde y hacia Mendoza y Villa Tulumaya, (cabecera departamental), lo que los vecinos denominaban como que habían quedado "pegados".

## Sismicidad
La sismicidad del área de Cuyo (centro oeste de Argentina) es frecuente y de intensidad muy alta, con un silencio sísmico de terremotos medios a graves cada 20 años.
- Sismo de 1861: aunque dicha actividad geológica catastrófica ocurre desde épocas prehistóricas, el terremoto del 20 de marzo de 1861 (164 años), con 12 000 muertes,[2] señaló un hito importante dentro de la historia de eventos sísmicos argentinos ya que fue el más fuerte registrado y documentado en el país. A partir del mismo los sucesivos gobiernos mendocinos y municipales han ido extremando cuidados y restringiendo los códigos de construcción.[1] Con el terremoto de San Juan del 15 de enero de 1944 (81 años) los gobiernos tomaron estado de la enorme gravedad crónica de sismos de la región.
- Sismo de 1920: de 6,8 de intensidad, destruyó parte de sus edificaciones y abrió numerosas grietas en la zona. Hubo 250 muertes por destrucción de casas de adobe[2][1]
- Sismo del sur de Mendoza de 1929: muy grave, y al no haber desarrollado ninguna medida preventiva, a pesar de haber transcurrido solo nueve años del anterior, mató a 30 habitantes por la caída de casas de adobe[1]
- Sismo de 1985: fue otro episodio grave,[3] de 9 s de duración, derrumbando el viejo Hospital del Carmen de Godoy Cruz.